# Juncus
- Commons
- Wikispecies

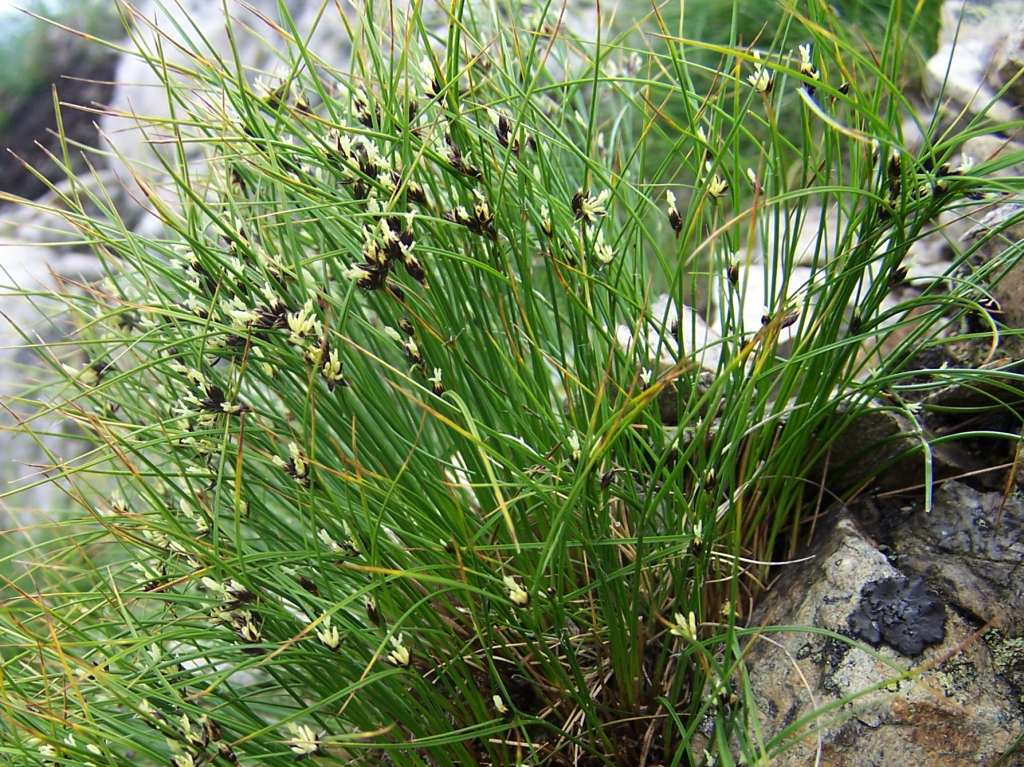
Juncus trifidus

Juncus L. é um género botânico de plantas floríferas conhecidas como juncos, pertencente à família das Juncaceae.
É um grupo de plantas semelhantes às gramíneas que crescem, em geral, nos alagadiços. O junco verdadeiro constitui uma única família. Essas plantas possuem caules cilíndricos com três fileiras de folhas, e suas flores miúdas são esverdeadas ou castanhas. A pequena vagem contém muitas sementes escuras, que parecem poeira. O junco comum é uma planta verde-escura e flexível, que cresce com freqüência nos caminhos úmidos e nos gramados. A maioria das outras espécies cresce nos alagados ou nas pradarias úmidas. O tamanho habitual é de 1,5 metro de altura.
Os juncos são utilizados para tecer cestos, esteiras e assentos de cadeira. Antigamente, usava-se a medula dos caules para fazer pavios de velas. Algumas espécies são cultivadas como plantas ornamentais. Espécies de juncos são usadas como fontes de alimento por larvas de algumas espécies de Lepidoptera.
O junco é muito comum nas costas do Mar Mediterrâneo (Eurásia), nas Américas e Delta do Nilo (Norte do Saara).
O gênero apresenta aproximadamente 915 espécies.

## Sinônimo
- Microschoenus C.B.Clarke

## Espécies

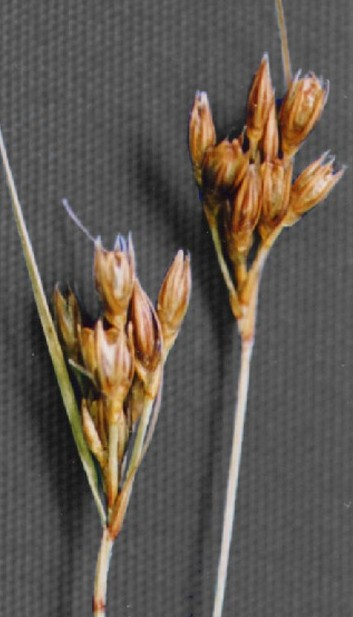
Juncus confusus

| - Juncus acutus - Juncus articulatus - Juncus balticus - Juncus bufonius - Juncus capillaceus - Juncus confusus - Juncus dichotomus - Juncus effusus - Juncus marginatus | - Juncus microcephalus - Juncus pilosus - Juncus polyanthetnus - Juncus repens - Juncus rudis - Juncus sellovianus - Juncus stipulatus - Juncus tenuis - Juncus trifidus |

- «Lista completa»

## Classificação do gênero
| Sistema | Classificação                     | Referência               |
| ------- | --------------------------------- | ------------------------ |
| Linné   | Classe Hexandria, ordem Monogynia | Species plantarum (1753) |